# HEC Paris
HEC Paris је европска пословна школа са кампусима у Паризу. Основана је 1881.
HEC је била рангирана на 4. месту међу европским пословним школама у 2019. 
Програми школе су троструко акредитовани од стране међународних удружења АМБА (Association of MBAs), ЕQUIS (European Quality Improvement Systems) и AACSB (Association to Advance Collegiate Schools of Business). Школа има преко 40000 алумнија у области пословања и политике, као што су Рашида Дати.